# Vele (mitologia)
Vele, veles – litewska nazwa dusz zmarłych wyobrażanych czestokroć w formie upostaciowionej mgły, oparów, cieni. 
W romantyzmie vele miały służyć jako środek do oczyszczenia z win nadal żyjącej osoby, kontakt z nimi oznaczał tyle samo co kontakt z diabłem, lecz w tym wypadku był oczyszczający z każdego rodzaju win. Uznawano za przychylne odpuszczenie win przez diabła o ile przebyło się duchową przemianę. 
Vele-( w znaczeniu przenośnym) ktoś duchowo wolny, bez stałego miejsca zamieszkania, tak zwany czowiek cień, którego spotyka każdy lecz za każdym razem inny. Ktoś o kim mówi się jakby żył, lecz martwy od dłuższego czasu.